# 1605
Évszázadok: 16. század – 17. század – 18. század
Évtizedek: 1550-es évek – 1560-as évek – 1570-es évek – 1580-as évek – 1590-es évek – 1600-as évek – 1610-es évek – 1620-as évek – 1630-as évek – 1640-es évek – 1650-es évek
Évek: 1600 – 1601 – 1602 – 1603 –  1604 – 1605 – 1606 – 1607 – 1608 – 1609 – 1610

## Események

### Határozott dátumú események
- február 21. – A székelyek Nyárádszeredán megválasztják fejedelmüknek Bocskai Istvánt, amely döntéshez később az erdélyi megyék is csatlakoznak.[1]
- április 1. – Pápává választják XI. Leót, de beiktatása után tíz nappal elhunyt.[2]
- április 20. – Bocskai Istvánt a szerencsi országgyűlés Magyarország és Erdély fejedelmévé választja.[1]
- május 16. – Pápává választják V. Pált[2]
- június 30. – Ál-Dmitrij ünnepélyesen bevonul Moszkvába.[3]
- július 19. – Bocskai fejedelem Kassán átadja békefeltételeit a király megbízottjának.[4]
- július 30. – Ál-Dmitrijt cárrá koronázzák.[3]
- szeptember 7. – A kircholmi csata. (Jan Karol Chodkiewicz litvániai hetman vezette lengyel hadak livóniai Kircholmnál győzelmet aratnak a négyszeres túlerőben levő svéd seregek fölött, akiket Södermanland hercege, a későbbi IX. Károly svéd király vezet.)
- október 3. – Esztergom újra török kézen.[1][5]
- november 5. – Lőporos összeesküvés, I. Jakab angol király elleni merénylet
- november 11. – Lala Mehmed nagyvezír királyi koronát adományoz Bocskainak.[4]
- december 12. – A korponai kiváltságlevél kiadása.[6] (Bocskai fejedelem 9 254 hajdú vitéznek nemességet adományoz és Szabolcs vármegye déli részén – saját birtokán – telepíti le őket.)[4]

### Határozatlan dátumú események
- szeptember eleje – Egész Erdély meghódol Bocskainak.[4]
- az év folyamán – A portugáloktól egyetlen puskalövés nélkül sikerül a hollandoknak elhódítani a Fűszer-szigetek legfontosabbikán, a szegfűszeget, szerecsendiót, borsot és fahéjat termő Ambon sziget erődjét.[7]

## Az év témái

### 1605 az irodalomban
- Megjelenik a Don Quijote első része.[8]

## Születések
- április 8. – IV. Fülöp, spanyol király († 1665)
- április 18. (keresztelés dátuma) – Giacomo Carissimi, itáliai barokk zeneszerző († 1674)
- május 7. – Nyikon moszkvai pátriárka, az orosz ortodox egyház 7. pátriárkája († 1681)
- június 15. – Thomas Randolph, angol költő, drámaíró († 1635)
- július 29. – Simon Dach, porosz költő († 1659)
- szeptember 12. – William Dugdale, angol régiséggyűjtő († 1686)
- szeptember 28. – Ismaël Bullialdus, francia csillagász († 1694)
- október 19. – Thomas Browne, angol író († 1682)
- október 22. – Frédéric Maurice de La Tour d'Auvergne, Bouillon és a független Sedan hercege († 1652)

Bizonytalan dátum 
- Brynjólfur Sveinsson, izlandi evangélikus püspök († 1675)
- Jean-Baptiste Tavernier, francia utazó, író († 1689)

## Halálozások
- február 19. – Orazio Vecchi, itáliai zeneszerző (* 1550)
- március 5. – VIII. Kelemen pápa (* 1536)[9]
- április 6. – John Stow, angol történész (* 1550)
- április 23. – Borisz Godunov, orosz cár (* 1552)
- április 27. – XI. Leó pápa (* 1535)[2]
- május 4. – Ulisse Aldrovandus, itáliai természetbúvár, alkimista (* 1522)
- június 3. – Jan Zamojski, lengyel mágnás, Zamość grófja (* 1542)
- június 10. – II. Fjodor, orosz cár (* 1589)
- július 26. – Miguel de Benavides, spanyol egyházfi, Kína-kutató, Manila püspöke, a manilai Santo Tomas Egyetem alapítója (* 1552)
- szeptember 23. – Pontus de Tyard, francia költő és pap (* 1521)
- október 13. – Béza Tódor, eredeti nevén Théodore de Bèze, svájci teológus, Kálvin János hivataltársa és utóda a genfi református egyházban (* 1519)
- október 15. – Nagy Akbar, a Mogul Birodalom uralkodója; (sahinsah (* 1542)
- november 8. – Robert Catesby, a Lőporos összeesküvést szervező angol katolikus csoport vezetője (* 1572-ben vagy utána)
- december 23. – Francis Tresham, a Lőporos összeesküvést szervező angol katolikus csoport tagja (* 1567)
- december 29. – John Davis, angol tengerész, felfedező, utazó (* 1550 körül)